# Koholmens naturreservat
Koholmens naturreservat ligger på en holme mellan Sundhällafjärden och Daltorpsfjärden i Nyköpings kommun, Södermanlands län. Reservatet bildades år 2003 och omfattar totalt 133 hektar, därav 103 hektar land. Marken är privatägd.

## Beskrivning
Själva Koholmen består av tre större kullar som tidigare var öar i en vik av Östersjön. Genom landhöjningen har de växt ihop och bilder numera en halvö. Mellan de skogbevuxna kullarna finns idag stora områden av ängs- och sankmark med inslag av lövträd. Spår av tidigt åkerbruk som utfördes på 1960-talet finns inom ett område i nordost. Under 1900-talets början togs här vinterfoder till gårdarnas boskap. De höga biologiska bevarandevärdena utgörs av ädellövskogs- och lövsumpskogsområden samt av betesmarker och strandängar. En del av naturreservatet ingår i det Europeiska nätverket Natura 2000 av värdefulla naturområden. De senaste 10 åren har hela området betats av nötkreatur.
I norra delen av reservatet, vid Holmberget, finns grunden efter den medeltida gården Sundboholm. Den ägdes på 1300-talet av Hammerstaätten och på 1400-
och 1500-talen av släkten Grip och hörde till de största egendomarna i Södermanlands län. Omkring 1500 förstördes gårdens huvudbyggnad, på vilket sätt är inte känt. Platsen är utmärkt med en informationsskylt.
Syftet med reservatet är enligt kommunen "att bevara och utveckla ett område med en mosaik bestående av lövskogslundar, betesmarker och lövskogar, med deras innehåll av gamla grova träd och död ved". Syftet omfattar även att bevara och vårda området vid den gamla gårdsruinen.

## Bilder

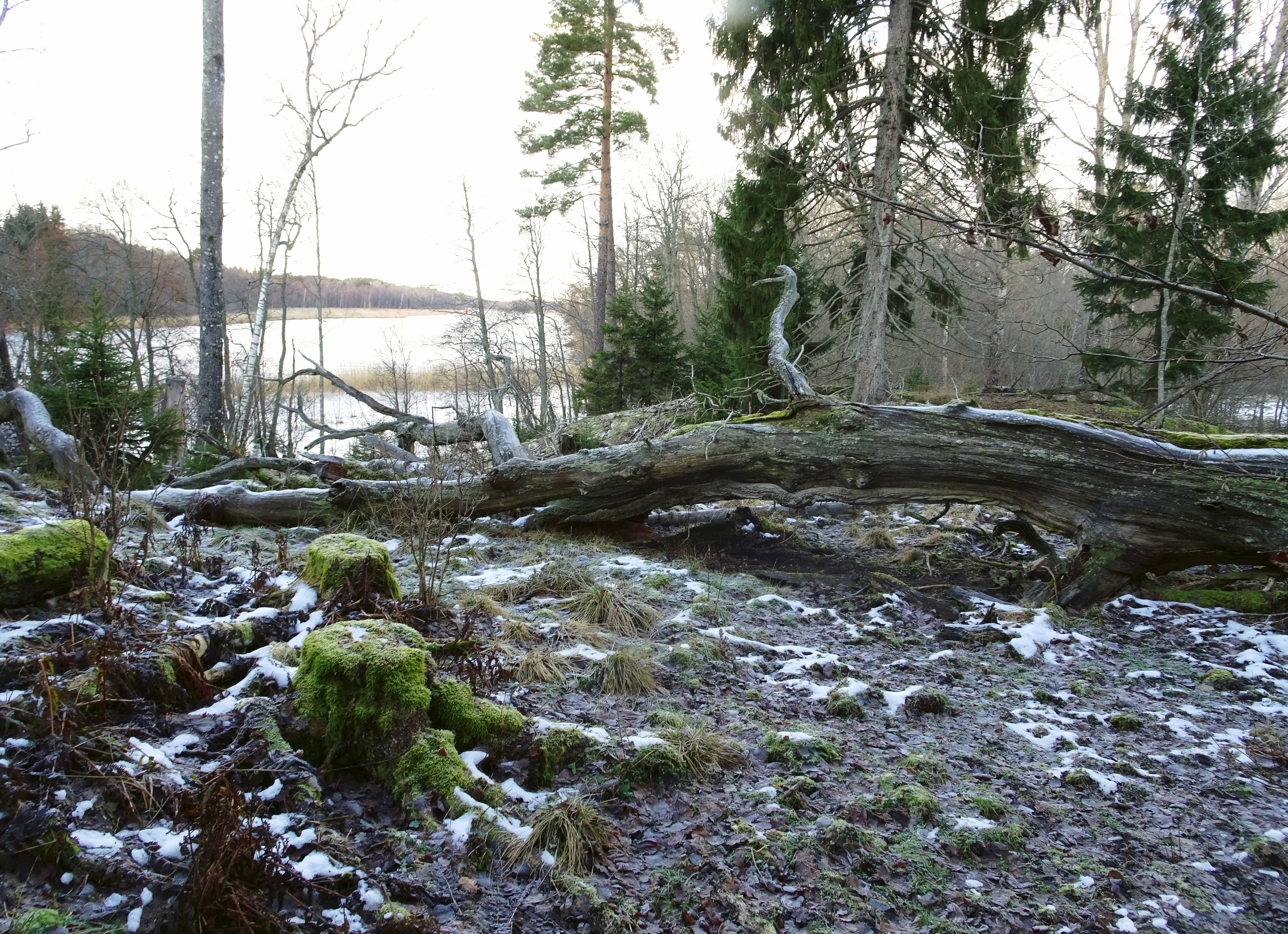
Norra delen med Sundhällafjärden i bakgrunden
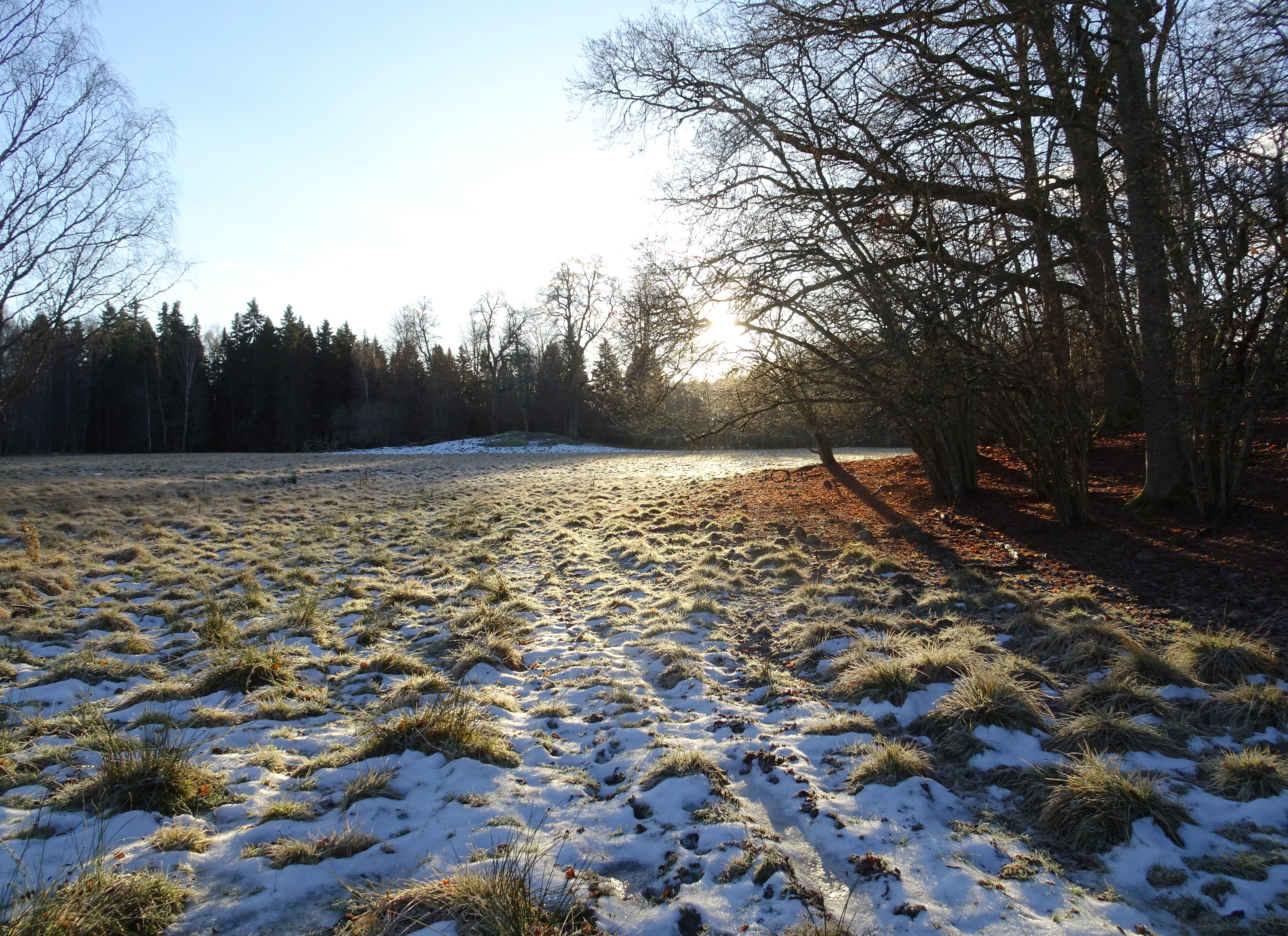
Sankmark på mellersta delen
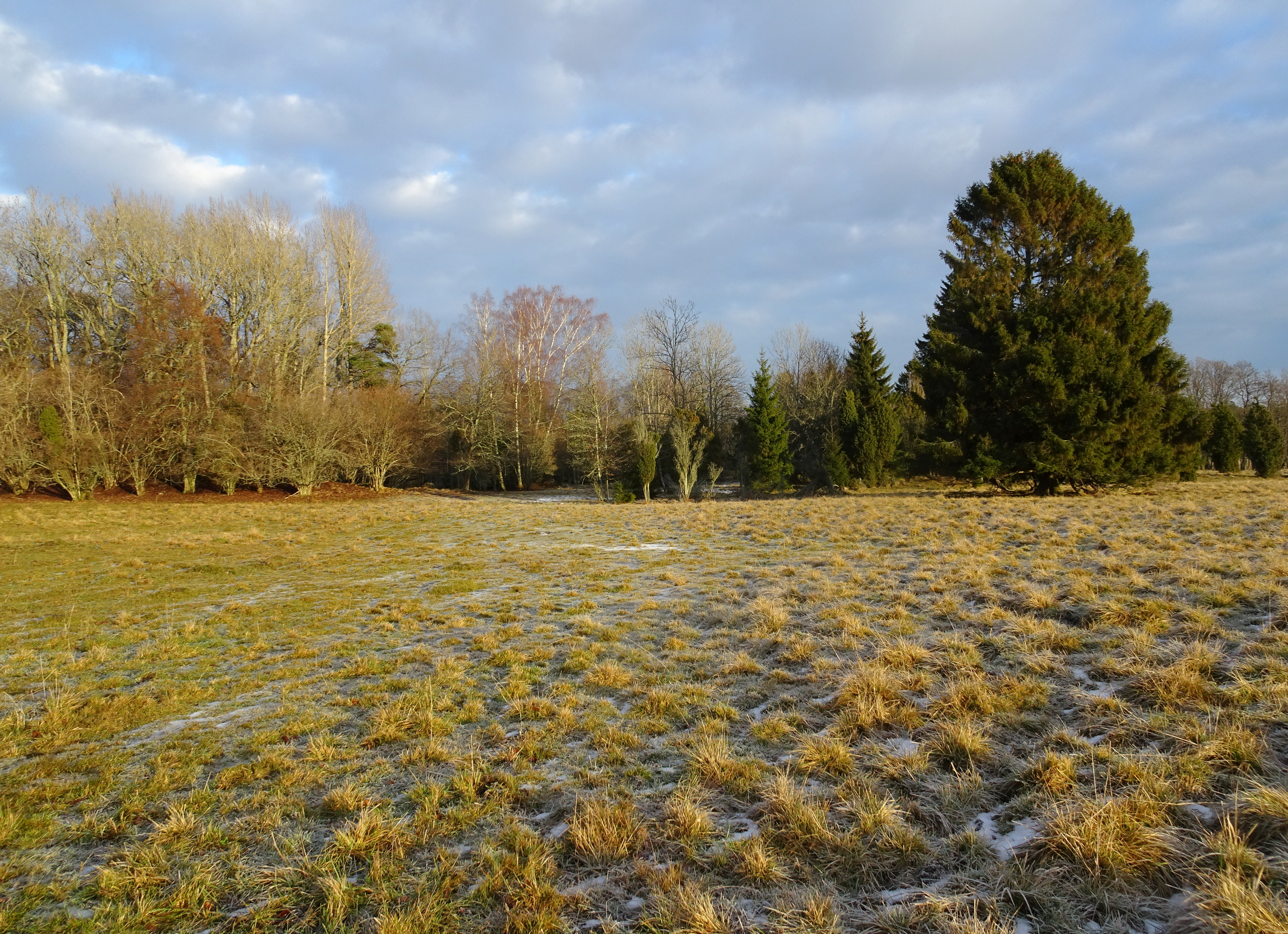
Sankmark på mellersta delen
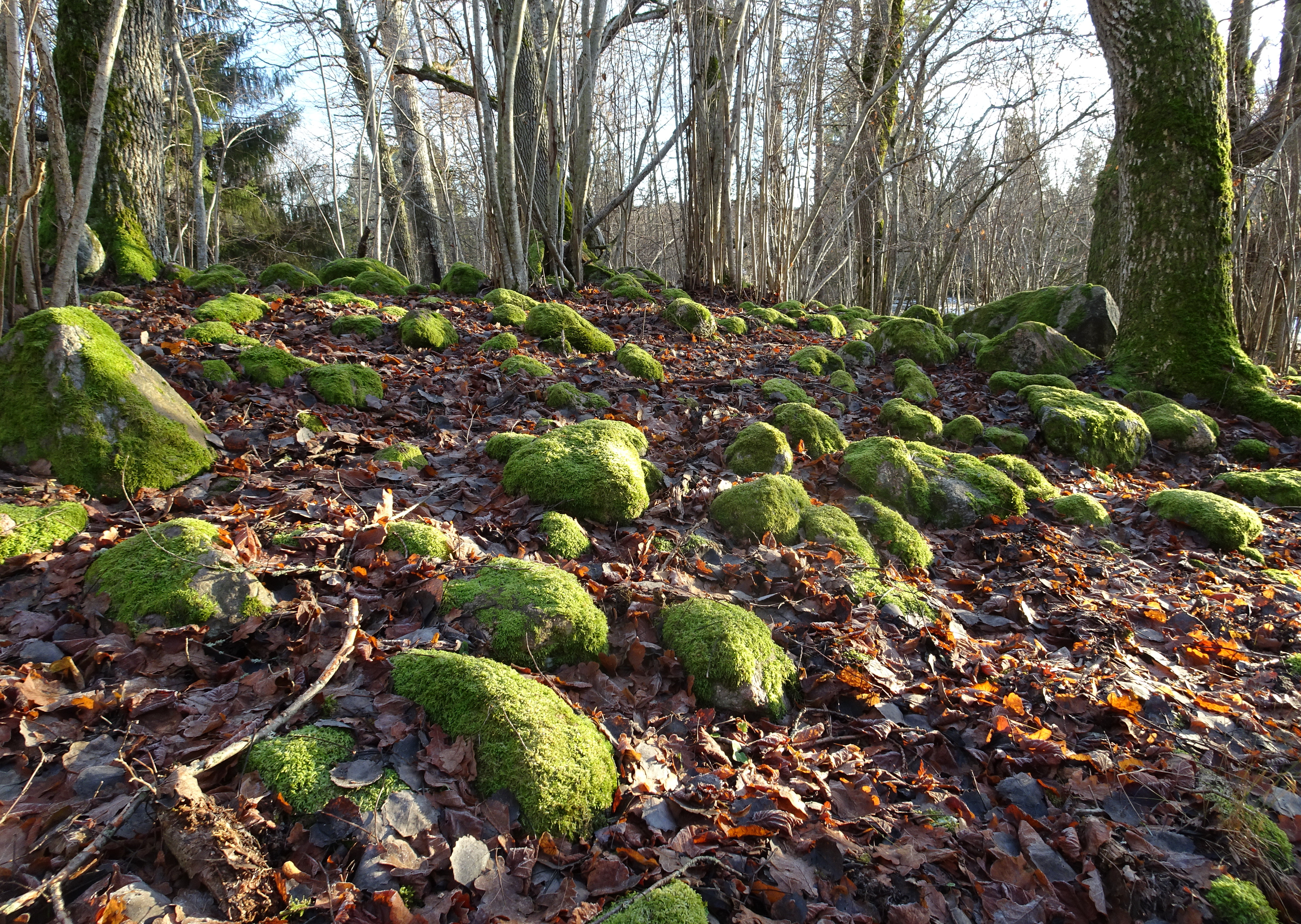
Södra kullen med klapperstensfält
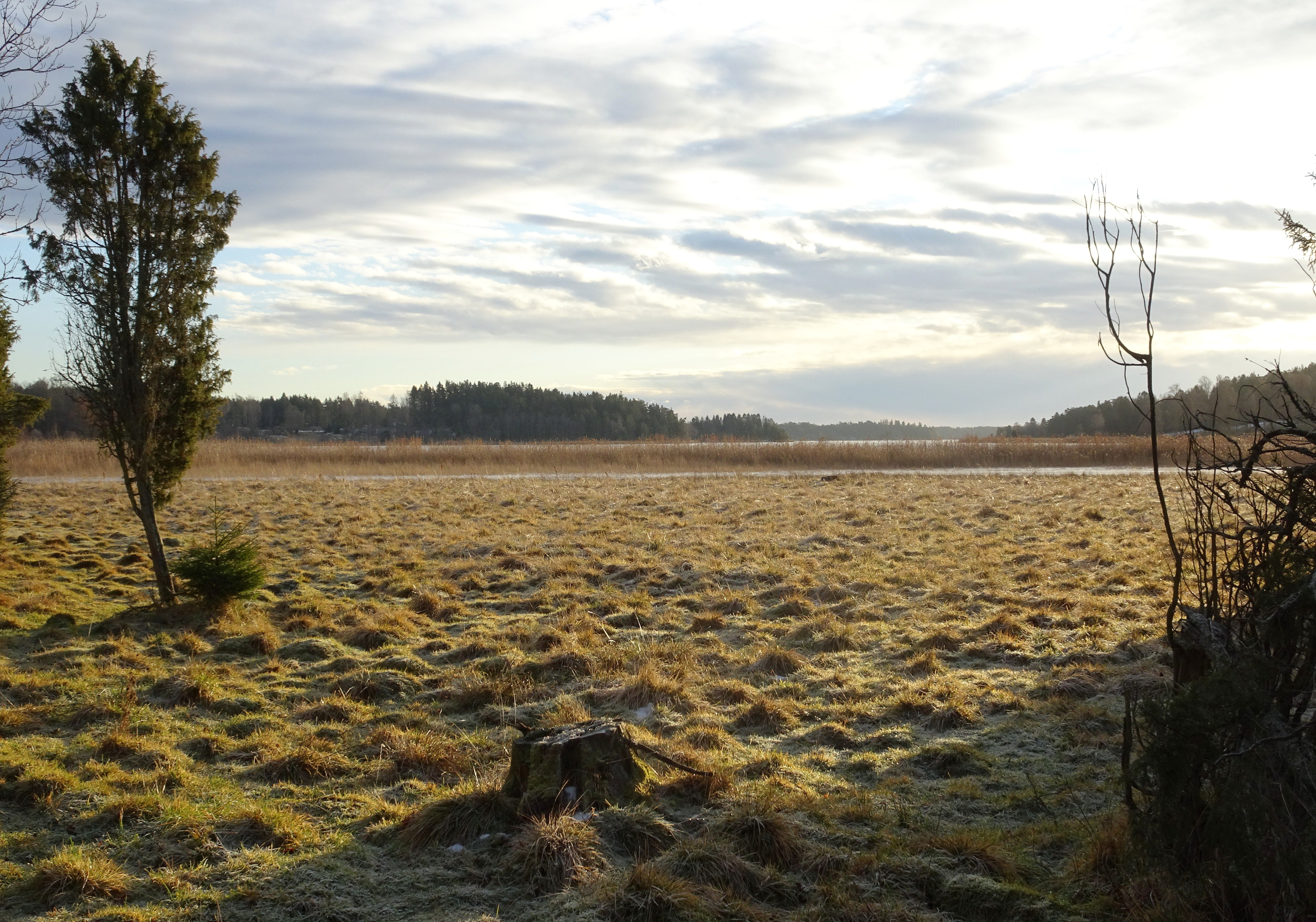
Södra delen med Daltorpsfjärden  i bakgrunden
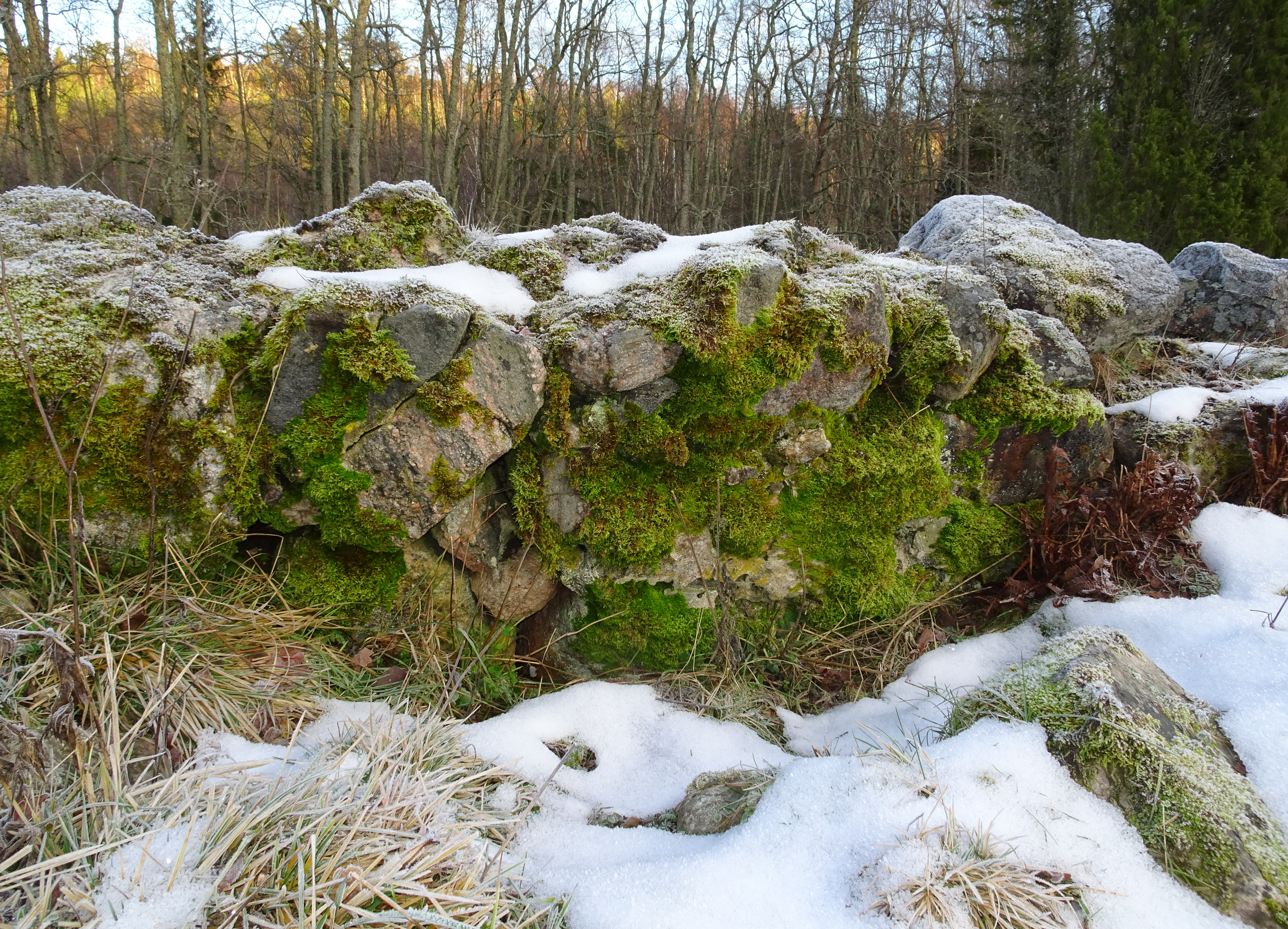
En del av Sundboholms grundmurar.